# زدينيك ماكال

زدينياك مكال (ولد يوم 8 يناير 1936 في تشيكوسلوفاكيا وتوفي يوم 25 أكتوبر 2023)، قائد فرقة موسيقية تشيكية.

غادر وطنه في عام 1968 وكان قائد فرقة موسيقية واعد وفاز في المسابقات الدولية عندما أنهى حلف وارسو ربيع براغ، ولم يعد إلا بعد انتهاء الشيوعية هناك. كان قائدًا رئيسيًا لأوركسترا في دي ار السيمفوني في كولونيا من عام 1970، وأوركسترا ان دي ار في هانوفر، وأوركسترا سيدني السيمفوني في عام 1986، ثم أوركسترا ميلووكي السيمفوني حتى عام 1995، وأوركسترا نيوجيرسي السيمفوني من عام 1993، وأخيرًا الفيلهارمونية التشيكية من عام 2003 إلى عام 2007. قاد جميع فرق الأوركسترا الكبرى في العالم وكان غزير الإنتاج في التسجيل. كان أحد مجالات تركيزه هو الموسيقى التشيكية و الموسيقى المعاصرة.